# KIC 8462852
KIC 8462852, ook wel Tabby's ster (naar de voornaam van de ontdekker) genoemd, is een hoofdreeksster met spectraalklasse F3 in de Melkweg in het sterrenbeeld Zwaan op een afstand van ongeveer 1.447 lichtjaar.

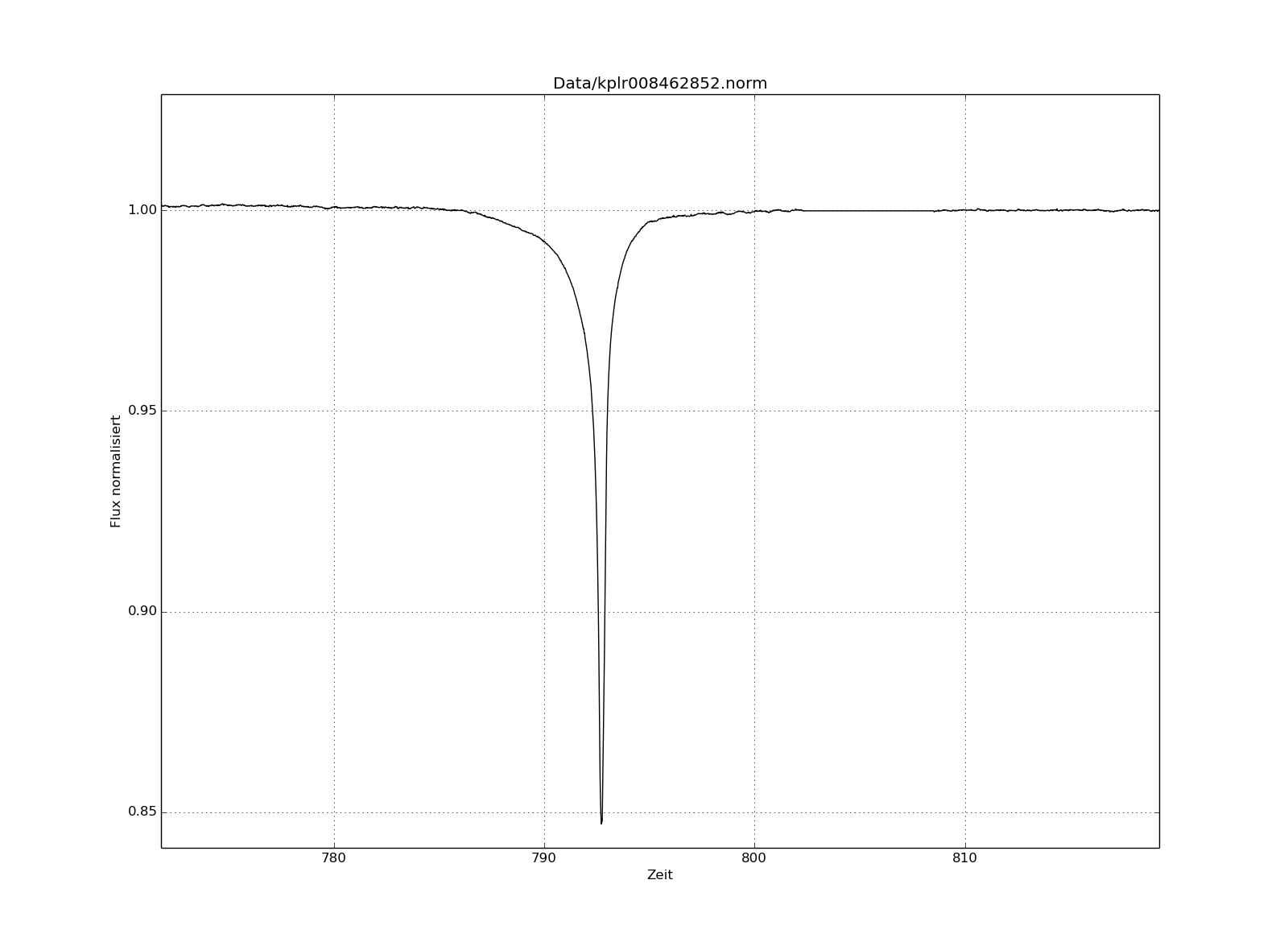
De lichtkromme van KIC 8462852 op 5 maart 2011 toont een kortstondige verzwakking met 15%

Medio oktober 2015 kwam de ster in de pers doordat astronomen en burger-onderzoekers al sinds 2011 met de Kepler-ruimtetelescoop ongewone variaties in de lichtkromme waargenomen hadden. Op onregelmatige tijdstippen wordt de ster voor korte tijd tot 22% zwakker.
Een studie over deze bijzondere ster werd gepubliceerd door astronoom Tabetha S. Boyajian en een aantal van de burger-onderzoekers in de Monthly Notices of the Royal Astronomical Society.
Astronoom Jason Wright meent dat het mogelijk kunstmatige objecten zouden kunnen zijn, zoals een Dysonbol (of variaties daarvan), een bol die rond een ster wordt gebouwd om energie te winnen. Dit is echter minder waarschijnlijk omdat de verzwakking golflengteafhankelijk is.
Verder onderzoek, gepubliceerd in januari 2018, wees uit dat het waarschijnlijk niet om kunstmatige objecten gaat, maar om een wolk van stof en gas, welke veroorzaakt zou kunnen zijn door het uiteenvallen van één of een botsing tussen twee kometen.
Intussen is er een groot aantal mogelijke modellen voorgesteld die echter geen van alle de variaties in de lichtkromme afdoende verklaren.

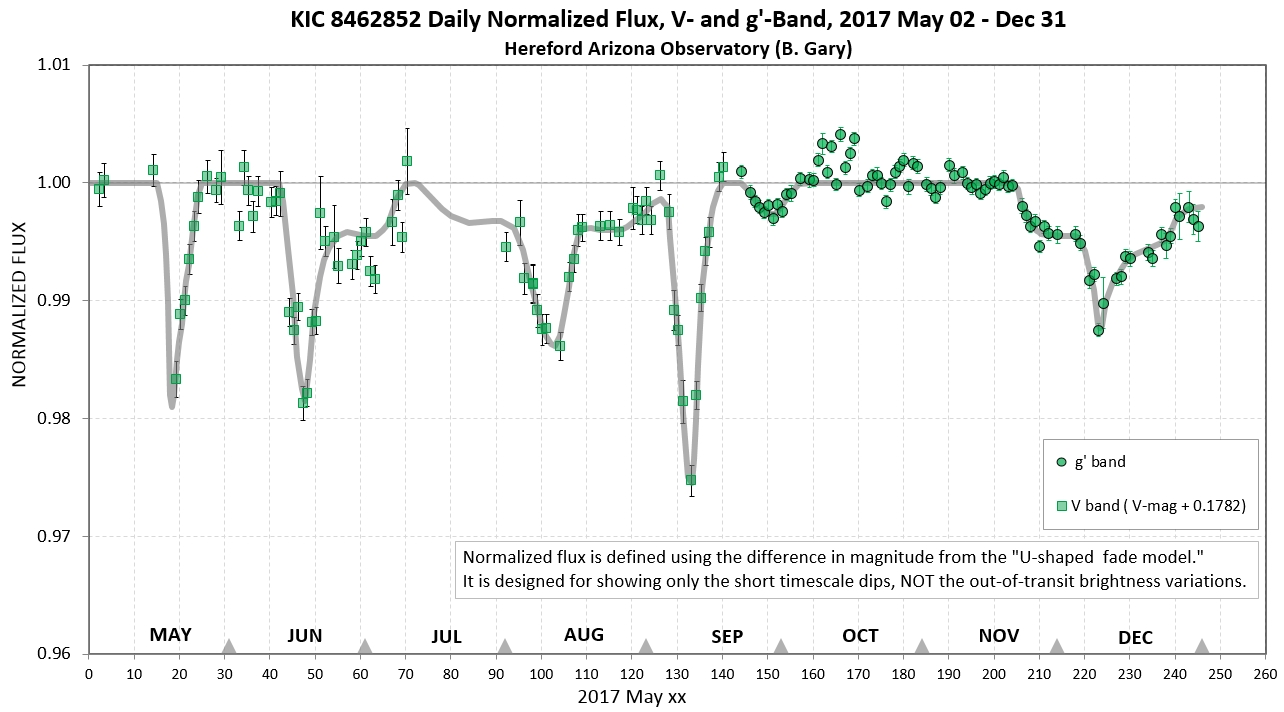
Lichtkromme van KIC 8462852 in 2017